# فطر الكركند

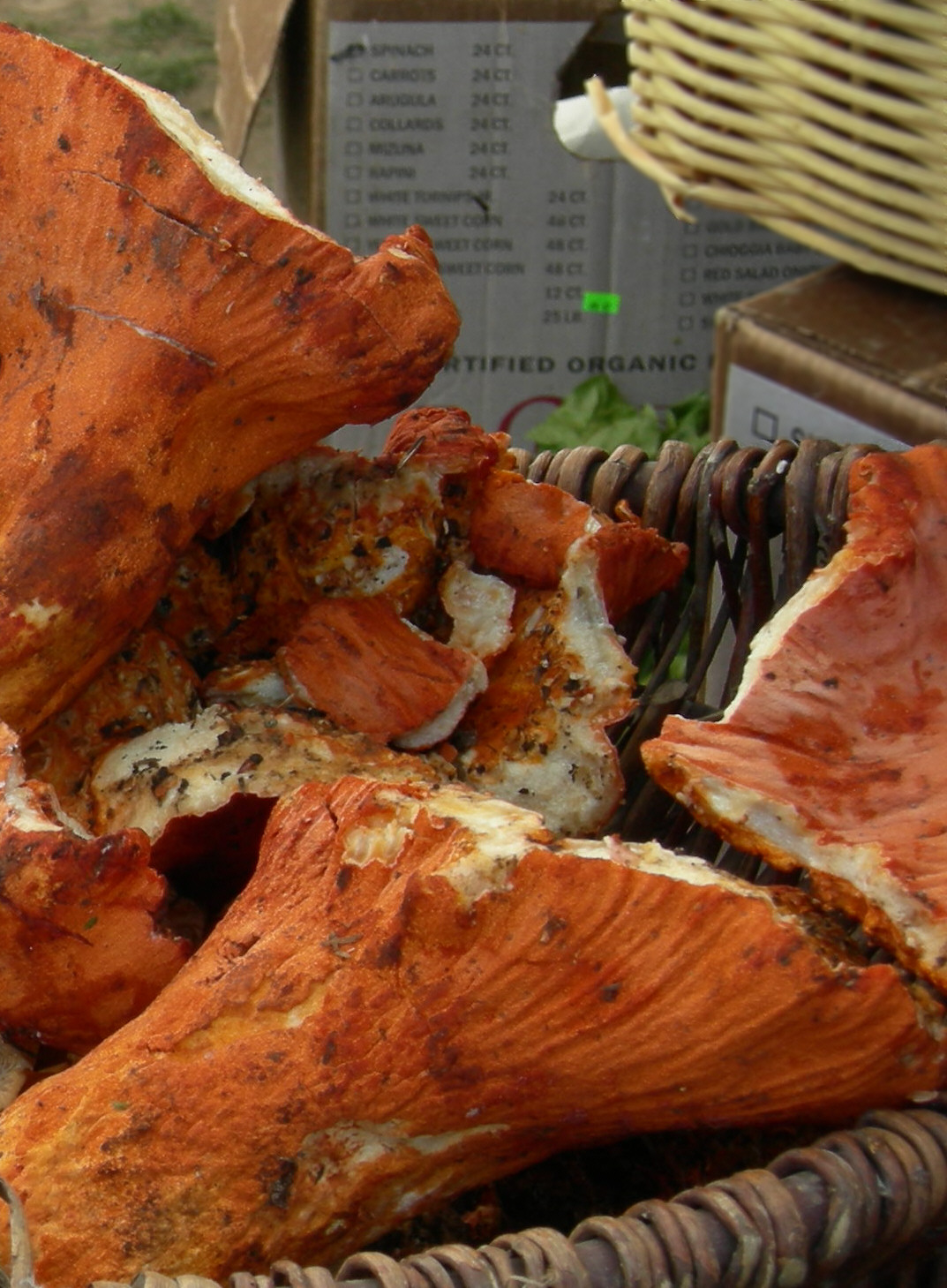
فطر الكركند

فطر الكركند (بالإنجليزية: Lobster Mushroom)‏ بعكس ما قد توحي به التسمية، ليس نوع من أنواع عش الغراب، بل هو نوع من أنواع الفطريات الكيسية الطفيلية، والتي تنمو على الفطر، فتغطيه وتمنحه لوناً برتقالي محمر شبيه بلون الكركند المطبوخ. عادةً ما تنمو هذه الفطريات على جنس الفطر الحليبي الغطاء، والروسولا، وعندما تغطيها، فإنها تغير الشكل الخارجي للفطر.
يعتبر فطر الكركند من أكثر أنواع الفطر الصالح للأكل شعبية، ويباع في الكثير من الأسواق. ويتميز فطر الكركند بمذاقه الشبيه بمذاق الأطباق البحرية، وملمسه الصلب والكثيف، وقد يكون له طعم بهاري أو لاذع إن كان الفطر من النوع الحليبي الغطاء الحريفي اللاذع.